# 香港大球場
香港大球場（英語：Hong Kong Stadium；香港市民俗稱為「埔頭」或簡稱為「大球場」），前身為政府大球場（英語：Government Stadium），是香港的綜合性體育場地之一，現時規模僅次於新落成的啟德體育園主場館。該場地坐落於香港島灣仔區掃桿埔東院道55號，自1955年12月3日啟用以來，歷經多次改建，成為本地足球及欖球運動的重要樞紐。
大球場最初啟用時可容納28,000名觀眾，並設有450公尺田徑跑道，曾是香港學界陸上運動會及重要田徑賽事的主要場地。由於設施逐漸老化，加上座位不足，香港賽馬會於1991年資助重建工程，耗資逾10億港元，最終於1994年3月重開，座位增至40,000個，並移除田徑跑道以優化觀賽體驗。重建後的大球場採用現代化設計，拱頂覆蓋東西看台，場內增設餐廳、廂房及先進的影音設備，成為香港最大型的戶外多用途康體場地。
作為香港體育盛事的重要舞台，大球場曾舉辦多項國際級賽事，包括1956年亞洲盃足球賽、2009年東亞運動會足球及欖球賽事，以及每年一度的香港國際七人欖球賽（直至2025年該賽事遷往啟德體育園）及賀歲盃。此外，該場地亦見證多場經典外隊訪港賽事，如1997年曼聯對陣南華、2005年巴西隊訪港等，成為本地球迷的集體回憶。
隨著啟德體育園於2025年3月全面啟用，政府原計劃將大球場轉型為公眾運動場，擬減少座位至8,000至9,000個並增設符合國際標準的田徑設施，以滿足灣仔區及港島其他地區的學校和社區需求。此改建方案引發社會討論，體育界及學界憂慮會導致灣仔運動場被拆卸，亦有意見認為應保留15,000至25,000座位以維持舉辦中型賽事的能力，避免過度依賴單一大型場館。
2024年《施政報告》提出重新檢視大球場改建計劃，文化體育及旅遊局表示將密切留意啟德體育園啟用首1至2年的使用情況，再決定大球場的未來定位。在檢視期間，大球場將維持現有租用安排，包括供香港足球總會舉辦賽事及團體舉行社區活動。過去三年，大球場共舉辦45項活動，其中36項為球類賽事，顯示其使用率仍有一定水平。

## 歷史

### 早期歷史
掃桿埔原本是埋葬1918年跑馬地馬場大火死難者之地。此外，當地的咖啡園早年建有一座天主教墳場。其後港英政府將該處之白骨墳冢遷往雞籠灣，於清理過掃桿埔後，於1952年在現址興建政府大球場。政府大球場於1955年12月3日正式啟用，啟用儀式於當天下午2時45分開始，由港督葛量洪爵士主持，先由皇家香港警察樂隊銀樂隊演奏英國國歌，時任足球總會會長郭贊及港督分別致詞後，由港聯領隊武倫的兒子向港督夫人獻花；開幕典禮結束後隨即舉行首場足球表演賽，由港聯迎戰東非鐵路隊，入場觀眾約萬餘，比賽結果主隊以2比1獲勝。球場可以容納28,000名觀眾。政府大球場看台分為東、西、南（俗稱為「大鐘底」）及場館，最初只有西看台中央部份建有頂蓋，其後於1978年在東看台加建頂蓋。政府大球場見證了1960年年代至1970年代香港足球光輝的一頁，當時每逢香港甲組足球聯賽大戰時，政府大球場都會全場爆滿，掛起紅旗；向隅的球迷都會攀上位於政府大球場後面的正民村附近的山坡觀看球賽。

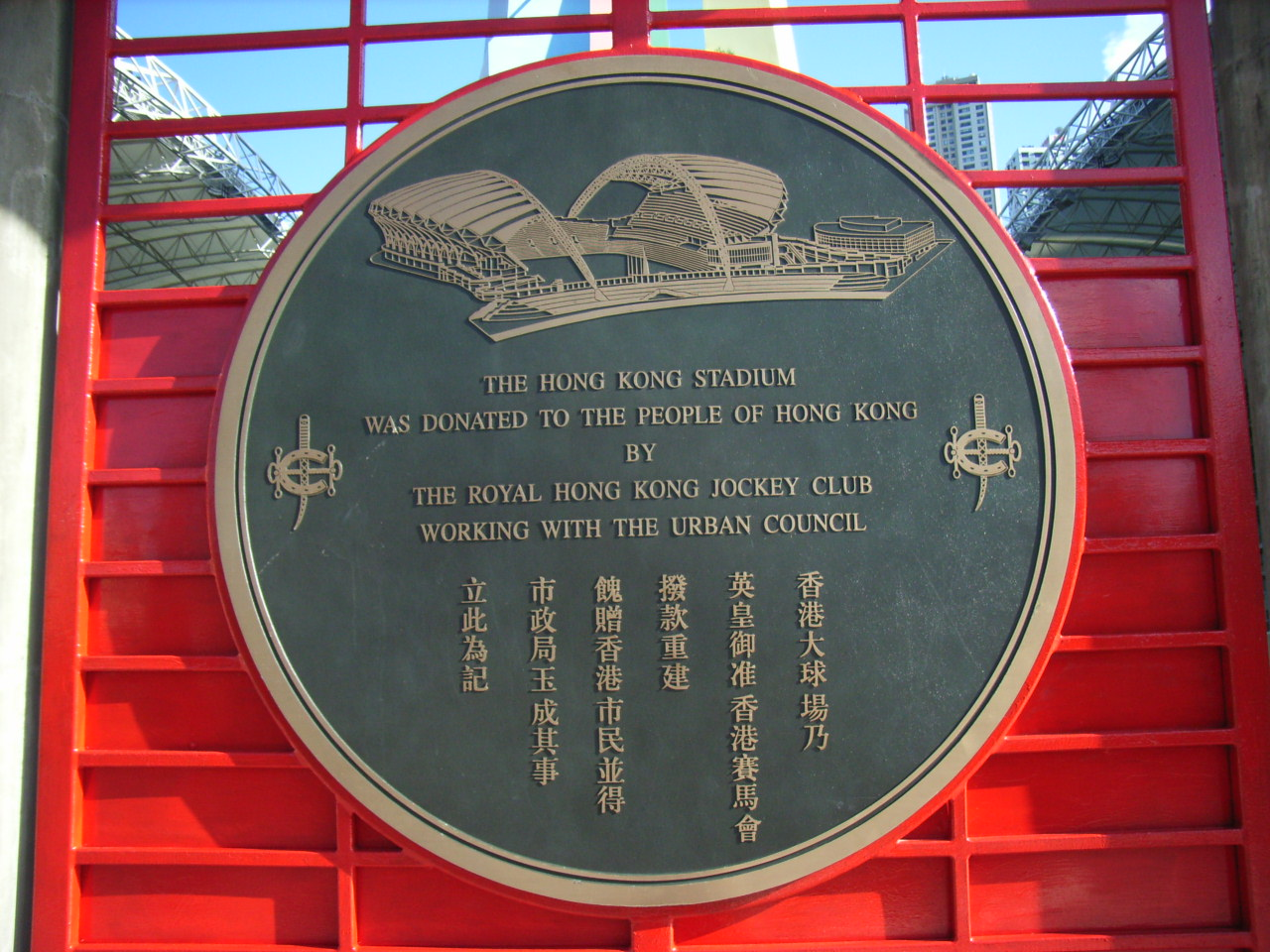
球場正門外的銅製紀念牌，牌上刻上大球場的重建費用是由香港賽馬會支付

由於歷史悠久，加上政府大球場只有部分看台設有上蓋，座位及設備均明顯不足。當時政府大球場設有沙地跑道，因為當時在設計上只著眼於用作舉辦足球賽事，故此該段田徑跑道為450米，比正規田徑跑道長50米，當時不少中學與學界的陸上運動會皆在政府大球場舉行。1990年代，英皇御准香港賽馬會提出重建政府大球場的計劃，希望令到香港擁有符合世界水平的運動場地。重建計劃於1991年首季啟動，耗資10億港元，香港賽馬會援助8億港元。工程期間，政府大球場的草皮及看台仍然開放，例如1993年香港國際七人欖球賽就在工程期間進行。重新啟用後，政府大球場被重新命名為香港大球場。
2012年11月9日，民政事務局局長曾德成表示，初步考慮啟德體育城於2019年啟用後，香港大球場隨之改變用途以取代灣仔運動場，成為香港島居民及學校的陸上運動會主要舉辦場地。

### 草地維護工程
2013年8月，康樂及文化事務署表示計劃於2014年為香港大球場重鋪草皮，並且根據海外專家意見，在香港大球場部份草皮位置以試驗性質種植兩種百慕達草。同月21日，民政事務局在回應立法會議員王國興提問時指出，局方和康樂及文化事務署已經全面檢討香港大球場的草地管理及保養，包括提高草地質素，例如抵禦惡劣天氣的修復能力，擬定短、中及長期的改善措施，並且檢討場地租用安排及賽事編排，及提高場地管理人手、技術支援及處理突發事件的能力。短期，局方已經展開了草地維修的工作，目標於同年9月月完成；中期，計劃於2013–14年香港甲組足球聯賽完結後，全面重鋪草地及表層土壤；長期，研究香港大球場是否需要全面翻新，包括修改現有設計、更換地下灌溉及排水系統，以及安裝照明設備以改善日照時間不足等問題。此外，局方亦會成立一支專家小組，成員來自香港足球總會、香港欖球總會及草地專家等，向康樂及文化事務署提供改善建議。
2013年11月1日，康樂及文化事務署宣布12項改善香港大球場草地的措施，包括重建草地系統，惟基於工程繁複，需要進行設計及招標等前期工作，動工日期需要由原定的2014年次季延後至2015年首季，預期整個工程需時10個月至1年，期間香港超級聯賽部份賽事需要移師其他場地舉行。2015年由馬會慈善信託基金斥資3100萬元重鋪草地，封場5個月後竣工，政府往後每年斥資1200萬元保養草場。

### 未來發展
政府在2017年《施政報告》中提出「體育及康樂設施五年計劃」，當中包括改建香港大球場。香港大球場受現有設施方面的限制，難以完全配合大型活動的需要，因此政府將興建啟德體育園提供先進的體育設施，包括一座5萬座位的主場館。由於該主場館和香港大球場在規模及功能上有重疊，現時在香港大球場舉行的大型體育活動，日後將會移師啟德體育園區舉行，預測香港大球場的使用率將大幅下降。
2019年1月，康樂及文化事務署建議將大球場改建為公眾運動場，將座位由目前的4萬個降至8000至9000個，並加設符合國際標準的田徑比賽設施。日後市民和團體可訂場進行足球、欖球、田徑訓練等活動。而在沒有大型活動舉行時，會免費開放予市民跑步。不過署方未有提供改建計劃時間表。
不過體育界、學界及區議員憂慮大球場重建後，會將灣仔運動場拆卸。
2021年11月，康文署向區議會提交文件，提出將香港大球場座位數大幅縮減至9,000個，同時保留真草球場以維持足球及欖球賽事功能，並增設符合國際標準的田徑設施，包括400米跑道。當無賽事期間，場地將開放予公眾及學校團體使用。此提案引發社會討論：雖普遍認同大球場需現代化改建，但將座位由現行40,000個銳減至9,000個的規劃，被質疑未能平衡實際需求。多方意見主張，轉型為15,000至25,000座的中型專業足球場更為合理——此規模既可避免啟德體育園賽程擁堵時缺乏備選場地，亦符合現代足球趨勢（即專用球場不設跑道，以提升觀賽體驗）。  
香港大球場作為本地標誌性賽事場館，不僅是香港隊主場，更承載亞洲級賽事與球迷集體記憶，其歷史價值與情感連結不容忽視。對照深圳（擁有寶安體育中心、深圳體育場及大運中心球場等3座40,000+座位場館）經驗，可見國際城市需多元規模的場地配置。尤其政府推動「體育五化」（精英化、專業化、盛事化、產業化、普及化）政策下，中大型場地需求勢必增長，現行改建方案恐壓縮未來發展彈性。  
相較之下，旺角大球場雖因地處鬧市、交通便利而使用率居高，卻受制於6,664座的狹小規模與設計缺陷（如南北看台無遮蓋、記者席擠佔觀眾區等），屢遭詬病。每逢熱門賽事即告滿座，反映香港亟需15,000-25,000座的中型專業球場。現有選項如小西灣運動場（11,981座）因跑道隔閡、視野遮蔽及社區噪音爭議，已漸遭棄用。  
香港現有場地呈現「兩極化」困境——旺角場過小，而香港大球場與啟德主場館（50,000座）則規模龐大且成本高昂。理想佈局應涵蓋大、中、小三級場地，既能分流賽事需求，亦能促進足球運動多元發展。保留香港大球場適中規模（如20,000座），不僅可延續其歷史角色，更能填補中型場地缺口，為城市體育生態提供關鍵支點。

## 設施
香港大球場可以容納40,000名觀眾，場館分為3層，座位種類分為主層座位、高層座位、廂房座位及輪椅座位。場內各層大堂設有多間特許經營食肆。
球場上蓋為一對拱頂，覆蓋東西看台，在兩邊形成一個碗形座位圈，足以遮蓋場內75%的座位。拱頂橫跨達240米，以玻璃纖維製造，並且塗上聚氟乙烯物料，於泛光燈下呈半透光。拱頂由懸臂支撐，伸出在環場路上空，斜向路旁草木茂盛的山腰。
| 香港大球場設施列表 | 香港大球場設施列表 | 香港大球場設施列表 |
| --- | --- | ------------------ |
| 座位 - 座位總數：40,000個 - 主層座位：18,257個 - 高層座位：18,507個 - 廂房座位：3,153個 - 傷殘人士座位：57個 廂房設施 - 50間行政人員廂房 - 西翼設有1個可容納130人的貴賓包廂 草地球場 - 面積：130米×74米 - 草地總面積：9,620平方米 - 球場通道：2條 - 草地負荷量：每平方米1,000公斤 | 飲食設施 - 一間可以容納400人的餐廳 - 26間特許經營食肆攤位 衛生設施 - 36個洗手間 其他設施 - 場內閉路電視系統 - 彩色大螢幕（7.68米×12.8米） - 看台通道設有40部電視機 - 南看台設有一個大型電子計分板 - 東西看台各設有一個輔助計分板 - 8間售賣紀念品的禮品店 - 正門設有24個櫃位的售票處 |                    |

## 體育活動
香港大球場是每年3或4月舉辦的香港國際七人欖球賽的比賽場地，亦是香港足球代表隊的主場，很多國際足球比賽、演唱會和其他各種大型活動都在香港大球場舉行。

### 東亞運動會
香港大球場為2009年東亞運動會七人欖球比賽和足球比賽準決賽及獎牌賽的比賽場地，共有3項金牌在此產生。前者吸引了共數千人分別於兩日間進場，日本及中國分別奪得男女子金牌，主隊香港則奪得男子銀牌及女子銅牌。後者兩場準決賽都吸引了近萬人進場，主隊香港晉身決賽，於決賽日所有公開門票（部份門票被香港賽馬會預先購買，贈予部份小學及中學生）售罄，錄得31,884名人士進場。香港於法定時間以1:1打和日本，最後於互射十二碼階段擊敗日本，奪得首面綜合運動會足球項目金牌。

### 欖球賽事

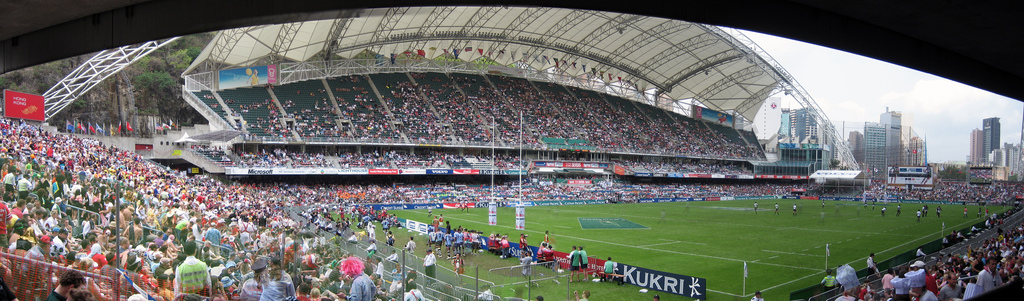
2009年香港國際七人欖球賽

自1980年代，香港國際七人欖球賽舉辦場地就由香港足球會球場遷移至香港大球場。香港大球場於1990年代初重建，主因亦是大球場的看台無法容納香港國際七人欖球賽的大量觀眾。現在，香港國際七人欖球賽球賽是世界七人欖球巡迴賽中的其中一站，2025年起轉移到啟德體育園主場館舉行。另外，香港亦曾兩次主辦七人欖球世界盃。

### 足球賽事

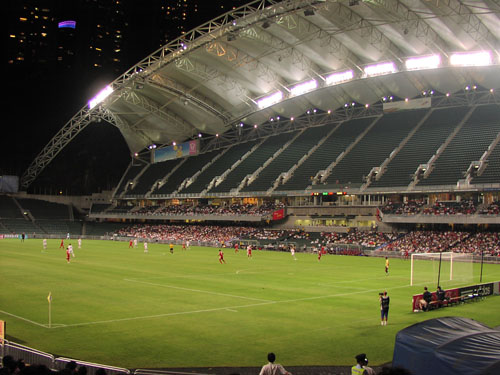
進行晚間球賽的香港大球場，為2006年9月6日舉行的亞洲盃外圍賽F組賽事，由香港主場迎戰烏茲別克

#### 亞洲杯足球賽
首屆亞足聯亞洲盃決賽週於1956年9月1日至15日在香港大球場舉行，共有4支球隊參加賽事，包括香港、南韓、南越及以色列，以單循環小組賽形式進行，南韓以2勝1和佳績奪得冠軍，香港僅以2和1負成績得季軍。

#### 香港足球比賽
香港大球場一直為香港足球主要比賽場地之一，球市興旺時大球場經常滿座，缺票球迷甚至登上位於附近的山坡上觀看比賽。1996年在香港大球場舉行南華對快譯通的香港甲組足球聯賽有逾31,000名球迷入場，創造了當時香港足球的最高入座紀錄。千禧年後，由於香港球壇水平下滑，入場球迷人數大減，故此大部分比賽更改在旺角大球場進行，惟部份聯賽矚目賽事及盃賽決賽仍然在香港大球場舉行。2009-2010年球季，香港甲組足球聯賽全面實行球場主客制度，南華與傑志獲派香港大球場作為主場。近年，2016年後香港足球觀眾進一步減少。聯賽往往得幾百人入場。盃賽決賽、甚至港隊比賽也只有三千至四千觀眾。所以近年本地足球甚少用大球場舉行足球比賽。大球場用作足球比賽賽事，一年也不會超過二十場。
以下為香港大球場於香港本地賽事（包括香港甲組足球聯賽和香港超級聯賽）的主隊列表：
| 球隊名稱 | 年份                 |
| -------- | -------------------- |
| 南華     | 2009-2015            |
| 傑志     | 2009-2010            |
| 香港飛馬 | 2015-2018，2019-2020 |
| 東方龍獅 | 2018-2019            |

#### 球會國際比賽
1997–98年亞洲球會錦標賽四強至決賽階段均於香港大球場進行，浦項製鐵和大連萬達分別擊敗希拉爾和柏斯波利斯進入決賽，浦項製鐵憑互射十二碼以6比5擊敗大連萬達奪冠。

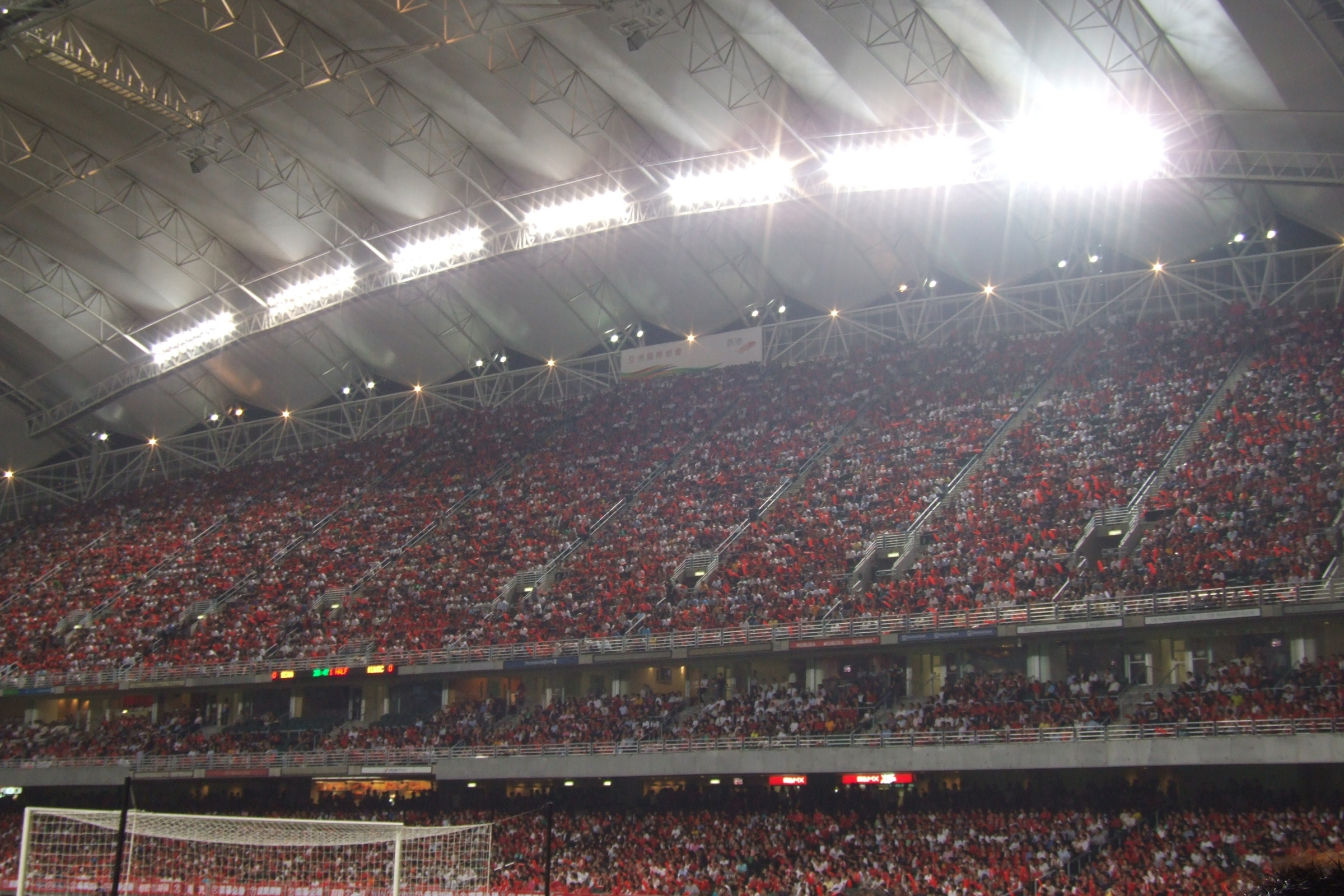
亞洲足協盃四強第二回合，香港大球場出現一片紅海，紅色為南華的球衣顏色。

南華足球隊在亞洲足協盃打入四強，成績不俗，加上宣傳策略成功，吸引大批球迷入場。半準決賽南華主場對尼夫治的比賽吸引20,112人入場；晉級四強後，南華主場迎戰科威特競技賽事更全場爆滿，高達37,459名觀眾入場觀看，創下香港大球場自1994年完成重建後首次正式賽事全場滿座的紀錄。

#### 香港足球代表隊比賽
香港大球場為香港足球代表隊的主場，大部分香港隊的比賽，包括世界盃外圍賽、亞洲盃外圍賽等賽事皆在香港大球場進行，不過一些較小型的賽事，又或者在對手較弱的情況下，部分港隊的主隊比賽會改在旺角大球場或小西灣運動場舉行。此外，每年香港國際七人欖球賽進行期間，由於場地保養問題，該時期大球場均不能作足球比賽之用。

##### 外隊比賽

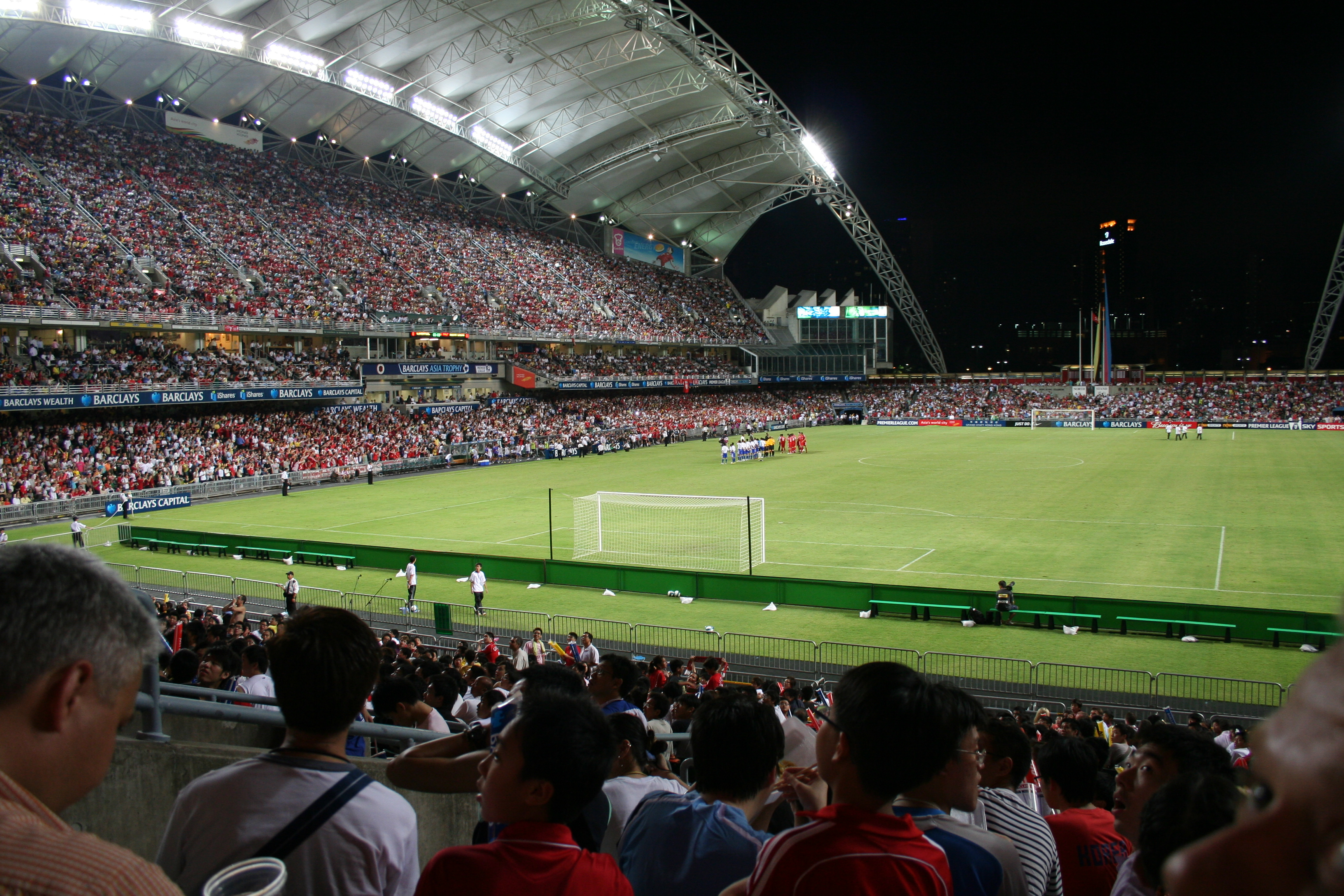
2007年7月24日舉行的2007年巴克萊亞洲錦標賽賽事，由南華對利物浦

大球場設備比其他場地齊全，而座位數量亦為全港之冠，所以香港絕大部分外國球隊訪港的賽事均在香港大球場舉行。大球場重建後比較矚目的比賽，包括1994年南華4:2巴西聖保羅、1995年南華1:2AC米蘭、1996年好易通0:1英格蘭、1997年南華0:1曼聯、1999年南華0:2曼聯、2000年南華4:2南斯拉夫、2003年香港0:6利物浦、中國香港聯隊2:4皇家馬德里、2005年香港1:7巴西（2005年賀歲盃），2009年南華2:0熱刺，2014年香港0:7阿根廷。
其他曾在大球場舉行表演賽的外國球會包括紐約宇宙、車路士、阿仙奴、曼聯、紐卡素、AC米蘭、國際米蘭、祖雲達斯、巴塞隆拿、PSV燕豪芬、橫濱水手、布拉格斯巴達、水原藍翼、洛杉磯銀河、邁阿密國際、浦項制鐵、清水心跳、城南一和等。
2013年巴克萊亞洲錦標賽、2011年巴克萊亞洲錦標賽及2007年巴克萊亞洲錦標賽分別在大球場舉行，三屆參賽球隊包括英格蘭超級聯賽球會利物浦、樸茨茅夫、富咸、車路士、阿士東維拉、布力般流浪及本地球會南華和傑志，曼城、熱刺、新特蘭反應良好。惟在2013年的比賽，因連日大雨下大球場的去水能力不勝負荷，導致草地質素欠佳，中圈附近儼如泥地，更引致維頓漢、拿斯達錫等球員受傷，被熱刺主帥嘰為殺人球場。康文署對此反應不足，作客球隊更主動提出協助修補球場，令康文署的管理質素備受質疑。

## 其他用途
在香港大球場舉行的文化及其他活動，包括2003年、2005年、2008年中國航天員訪港的大匯演，另外，2000年、2004年、2008年中國國家隊奧運會金牌運動員訪港時舉行奧運精英金牌大匯演，2003年5月24日舉行的1:99音樂會，與2004年12月5日舉行黃霑博士追思會，2005年1月7日為2004年12月26日南亞海嘯舉行的愛心無國界演藝界大匯演等。另外，香港童軍也會每年於香港大球場舉行大會操。

### 演唱會
政府原希望香港大球場可作為演唱會的舉行地點，為大球場帶來租金收入。可是由於噪音問題，被鄰近的跑馬地和大坑居民不斷投訴，政府需規定場地發出的噪音水平，令場地不能作演唱會之用，導致大球場收入大減。大球場重建後的首個活動為法國電子音樂家讓-米歇爾·雅爾的音樂會，其後譚詠麟於1994年4月22日至24日舉行《譚詠麟'94純金曲演唱會》，郭富城於1998年5月3日舉行《百事郭富城新一代之旅演唱會》，黎明亦於1999年1月30日舉行《童心靜待黎明音樂會》。此後一直未有歌手在大球場舉行演唱會。
直到近年康文署動用近1000萬元，大力改善大球場的音響系統後，許冠傑才在2007年12月17日舉行一場演唱會，惟音響質素仍然備受批評。

### 宗教活動

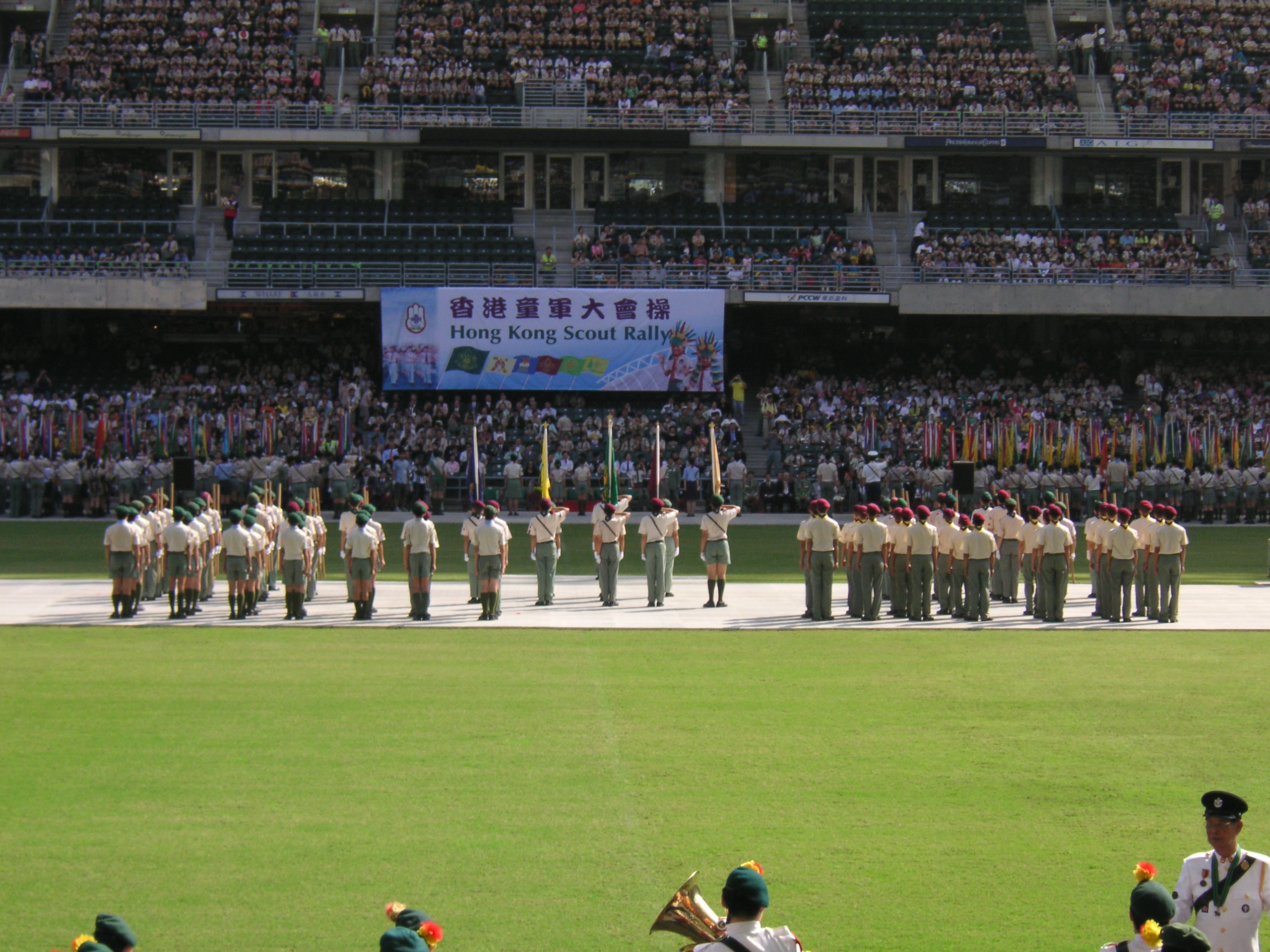
2005年香港童軍大會操

香港大球場亦舉行多項宗教活動。早於1970年教宗保祿六世訪港，便於當時的政府大球場舉行彌撒，而香港葛培理佈道大會亦於1975和1990下半年舉行。香港葛福臨佈道大會則於2007年11月29日至12月2日共4天於大球場舉行。而由基督教機構全城更新舉辦的香港全球禱告日，每年5月於香港大球場舉行，而宣道會亦於大球場舉行60週年活動。

## 草地保養
大球場草地現時選用的為百慕達草，屬暖季型草種。由於暖季型草種在冬季時間生長會變得緩慢，甚至進入休眠狀態，因此大球場每年會在天氣轉冷時加種冷季型的黑麥草，以維持草地的質素及覆蓋狀況。為配合冷暖兩季草種的更替及過渡，康文署於每年冬夏季（12月至1月及6月至8月）均會關閉大球場進行大型復修工作，讓草地休養生息。
自1994年3月啟用大球場後，同年4月5日南華對聖保羅的萬寶路足球挑戰賽已經有部份場地凸凹不平，引致有一位聖保羅球員受傷。同年5月11日東方對森多利亞的友誼賽，草地更加嚴重泥濘不堪。到1997年7月場地亦無改善，1998年5月決定向溫布萊管理公司解約。並入稟高等法院索償，其中一個指控是溫布萊公司未有好好保養草地。當時法官判決政府敗訴，認為大球場重建倉促，設計不足以應付大雨，是草坡質素差的先天性原因，並非溫布箂公司的管理問題。政府因為提早解約，需向溫布箂公司賠償2千1百多萬元。高等法院的判案書將主要責任歸咎於香港賽馬會，因為當年大球場重建，由馬會出資，工程由當時馬會的首席工程師John Halliday負責。判案書指John Halliday是一個十分堅信自己的人，雖然承建商和溫布萊公司，在施工階段曾指出設計有問題，要求他放棄，但他堅持己見，認為只要興建一個最合符經濟效益的設計便可以。
2013年7月尾，曼聯將對陣本地球隊傑志，唯場地經過連場大雨，令香港大球場場地變成泥地，保罗·迪卡尼奥更形容為「殺人球場」（Killer pitch，香港網民更藉此諷刺為「水上活動中心」和「香港大農場」），除惹來熱刺領隊的猛烈抨擊外，更有英國媒體揶揄大球場場地質素猶如時光倒流70年代。有見及此，香港足總及康文署等派遣不少員工到場拉起膠布，並掃走被雨水沖至的沙泥。大球場草地質素問題成國際笑話，有網民惡搞，將大球場變耕地（大農場），拖牛耕田，揶揄這個被視為香港最高水準的足球場。
但多年來備受外界批評的香港大球場草地經多次翻修，場地質素依然欠佳，曾獲康文署委任為「香港大球場草地足球場專家小組」成員、人稱「草皮博士」的李賢祉慨歎，大球場的根本問題是管理不善，在2015年，賽馬會接受政府邀請，透過馬會慈善信託基金出資逾三千萬元，為大球場重鋪草皮，並加裝人工日光及通風系統輔助綠草生長，以解決大球場日光及通風不足的「先天缺陷」，惟竣工後草皮又未能好好保養，這些昂貴的設備通通放入倉，以致現時的境況，直斥是康文署多年來無心改善之下的結果。

## 圖集

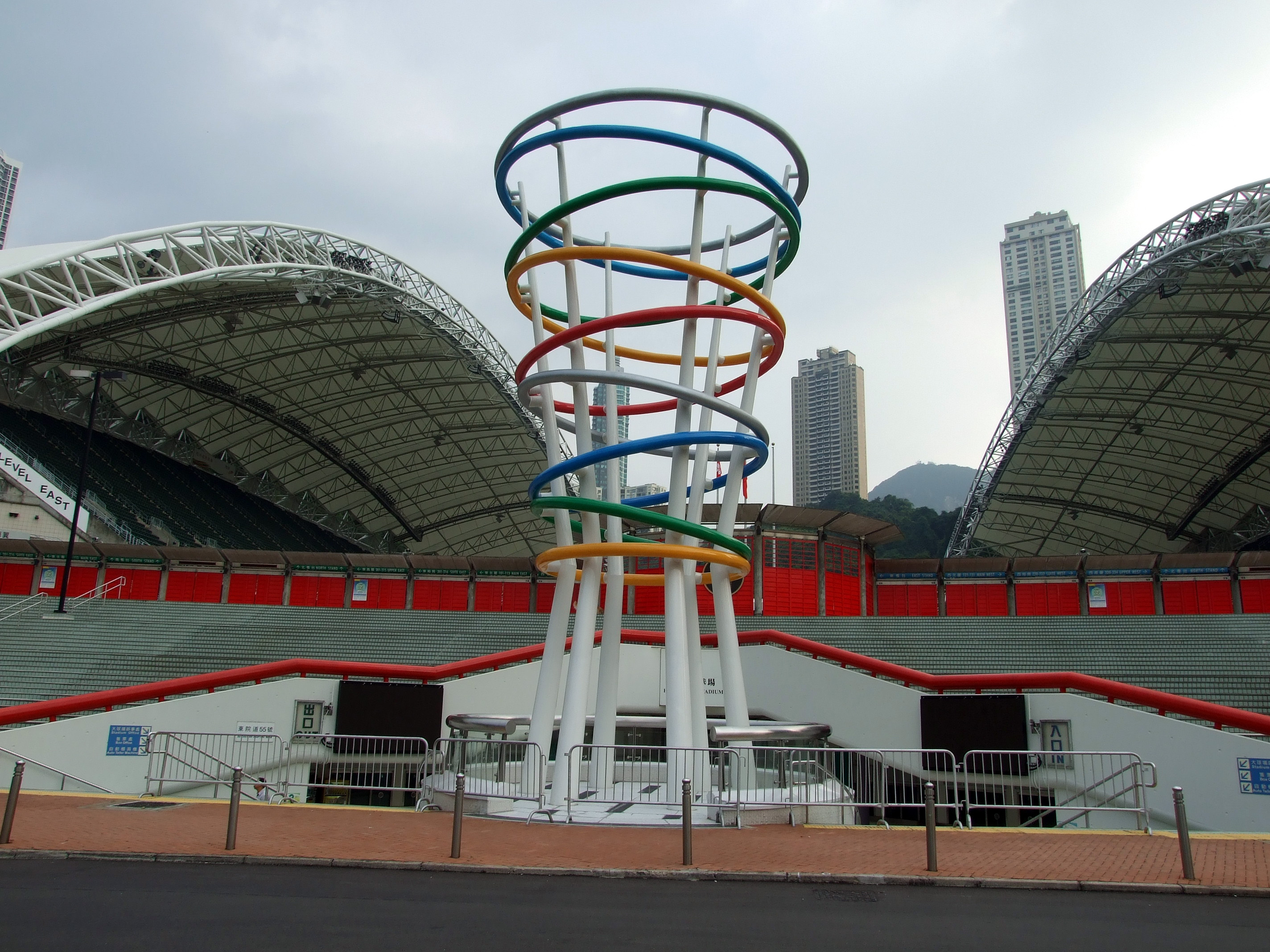
大球場主入口「天之高」雕塑
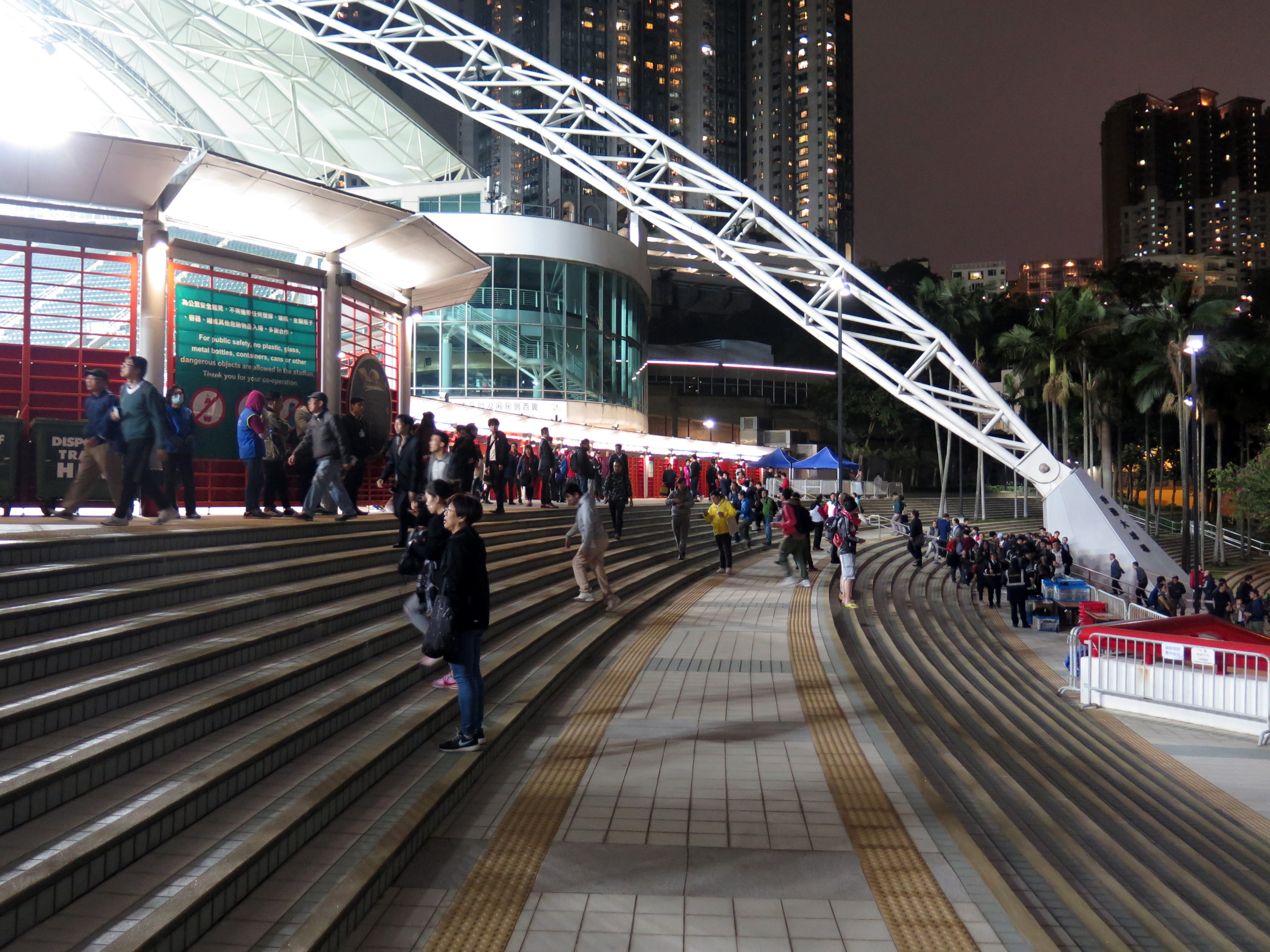
大球場主入口
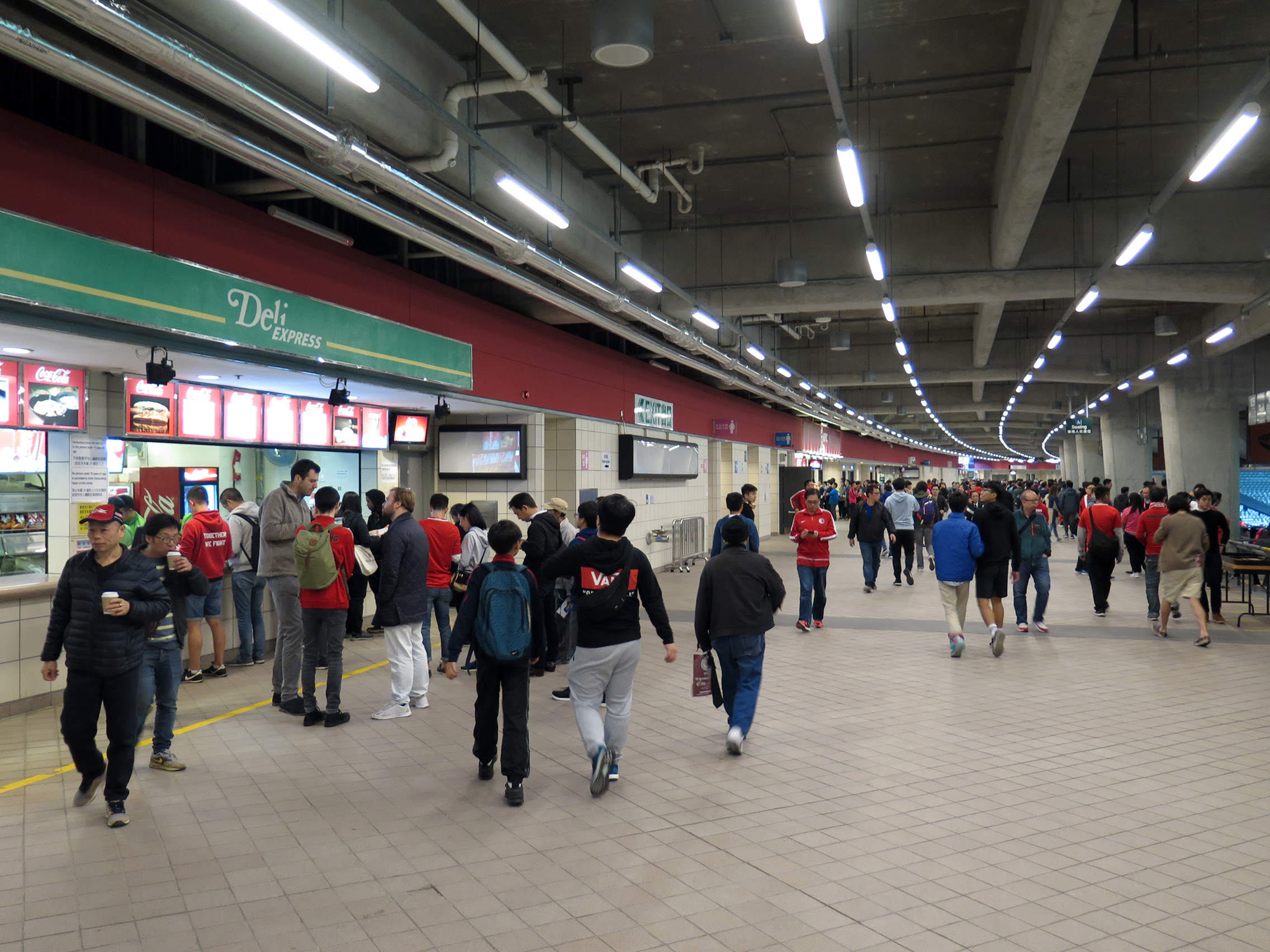
大球場看台通道

## 流行文化
香港科幻電影《明日戰記》中，基於電影裹的B-16區空戰部隊基地是由大球場改變的，因此該電影曾於此地取景，并與中國內地所拍攝的片段合拼而成。